# 五ヶ瀬西インターチェンジ
五ヶ瀬西インターチェンジ（ごかせにしインターチェンジ）は、宮崎県西臼杵郡五ヶ瀬町に建設中の蘇陽五ヶ瀬道路（九州中央自動車道に並行する一般国道218号の自動車専用道路）のインターチェンジである。熊本方面のみ通行可能なハーフインターチェンジとなる予定である。

## 接続する道路
- 国道218号

## 隣
E77 九州中央自動車道（ 蘇陽五ヶ瀬道路）
蘇陽IC（事業中） - 五ヶ瀬西IC（事業中） - 五ヶ瀬東IC（事業中）